# Minuskel 585
Minuskel 585 (in der Nummerierung nach Gregory-Aland, von Soden ε 125) ist eine griechische Minuskelhandschrift der vier Evangelien des Neuen Testaments. Sie wurde paläographisch auf das späte 10. Jahrhundert datiert. Die Handschrift besteht aus 300 Pergamentblättern im Format 18,4 cm × 11,7 cm, die einspaltig in 20 Zeilen beschrieben sind.
Sie enthält kurze Inhaltsangaben vor dem jeweiligen Evangelium, die Ammonischen Kapiteleinteilungen und die Kanontafeln des Eusebius, außerdem ein Synaxarion und ein Menologion. Es sind drei Porträts von Evangelisten erhalten.